# بربارة طومسون
بربارة طومسون (بالإنجليزية: Barbara Thompson) هي ملحنة بريطانية، ولدت في 27 يوليو 1944 في أكسفورد في المملكة المتحدة.

## وصلات خارجية
- بربارة طومسون على موقع IMDb (الإنجليزية)
- بربارة طومسون على موقع ميوزك برينز (الإنجليزية)
- بربارة طومسون على موقع أول ميوزيك (الإنجليزية)
- بربارة طومسون على موقع ديسكوغز (الإنجليزية)